# 연지 (1978년 드라마)
《연지》는 1978년 9월 18일부터 1979년 5월 5일까지 방송된 문화방송 일일연속극이다.

## 등장 인물
- 김영란
- 이정길
- 정욱 : 이방원 역
- 고두심
- 박원숙
- 김용림
- 남성훈
- 신충식 : 스님 역
- 박규채
- 조한려
- 김해숙
- 이계인 : 양녕대군 역
- 손창민
- 윤순홍
- 박종관
- 이원용
- 길용우
- 임문수 : 서지혜 역
- 이대근
- 전운
- 반효정
- 현석
- 안재은
- 임현식
- 추송웅 : 내시 역
- 천동석
- 김지훈

## 방송 시간
| 방송 채널 | 방송 기간                          | 방송 시간                                   | 방송 분량 |
| --------- | ---------------------------------- | ------------------------------------------- | --------- |
| MBC TV    | 1978년 9월 18일 ~ 1978년 10월 14일 | 매주 월요일 ~ 토요일 밤 8시 20분 ~ 8시 50분 | 30분      |
| MBC TV    | 1978년 10월 16일 ~ 1979년 5월 5일  | 매주 월요일 ~ 토요일 밤 8시 35분 ~ 9시      | 25분      |